# 1496
Пізнє середньовіччя •  Відродження •  Доба великих географічних відкриттів •  Ганза •  Ацтецький потрійний союз •  Імперія інків

## Геополітична ситуація
Османську державу очолює Баязид II (до 1512). Королем Німеччини є Максиміліан I Габсбург. У Франції королює Карл VIII Люб'язний (до 1498).
Середню частину Апеннінського півострова займає Папська область, південь належить Неаполітанському королівству. Могутніми державними утвореннями півночі є Венеційська республіка, Флорентійська республіка, Генуезька республіка та герцогство Міланське.
Кастилія і Леон та Арагонське королівство об'єднані в Іспанське королівство, де правлять католицькі королі Фердинанд II Арагонський (до 1516) та Ізабелла I Кастильська (до 1504).
В Португалії королює Мануел I (до 1521).
Генріх VII є королем Англії (до 1509), королем Данії та Норвегії — Юган II (до 1513), Швецію очолює регент Стен Стуре Старший (до 1497). Королем Угорщини та Богемії є Владислав II Ягелончик. У Польщі королює Ян I Ольбрахт (до 1501), а у Великому князівстві Литовському княжить Александр Ягеллончик (до 1506).
Галичина входить до складу Польщі. Волинь належить Великому князівству Литовському. Московське князівство очолює Іван III Васильович (до 1505).
На заході євразійських степів від Золотої Орди відокремилися Казанське ханство, Кримське ханство, Ногайська орда. У Єгипті панують мамлюки. У Китаї править династія Мін. Значними державами Індостану є Делійський султанат, Бахмані, Віджаянагара. В Японії триває період Муроматі.
У Долині Мехіко править Ацтецький потрійний союз на чолі з Ахвіцотлем (до 1502). Цивілізація мая переживає посткласичний період. В Імперії інків править Уайна Капак (до 1525).

## Події
- Сейм у Пьотркуві запровадив кріпацтво.
- Англійський король Генріх VII видав ліцензію мореплавцю Джону Каботу на відкриття нових земель.
- Англія підписала на довгий термін торговельну угоду з Нідерландами, Ганзою, Венецією та Міланом.
- Шотландський король Яків IV вторгся на північ Англії, підтримуючи претендента на англійський трон Перкіна Ворбека, але зазнав невдачі.
- Христофор Колумб повернувся в Іспанію, підкоривши індіаців острова Гаїті. Його брат Бартоломео заснував місто Санто-Домінго.
- Філіп I Красивий одружився з іспанською інфантою Хуаною.
- Король Португалії Мануел I одружився з іспанською інфантою Ізабелою. Умовою шлюбу католицькі королі поставили вигнання євреїв з Португалії. Мануел I видав відповідний декрет.
- Королем Неаполя став Федеріго I.

## Народились
- 12 травня — Густав I Ваза (Густав Еріксон), король Швеції з 1523.